# Flughafen Ahmedabad

i8
i11
i13
Der Flughafen Ahmedabad (englisch Ahmedabad Airport oder Sardar Vallabhbhai Patel International Airport, IATA-Code: AMD, ICAO-Code: VAAH) ist ein zivil genutzter Flughafen ca. 11 km (Fahrtstrecke) nordöstlich des Stadtzentrums von Ahmedabad im nordwestindischen Bundesstaat Gujarat.

## Geschichte
Der Flughafen wurde während der britischen Kolonialzeit im Jahr 1937 eröffnet und nach der Unabhängigkeit des Landes (1947) von den indischen Behörden übernommen. Im Jahr 2000 erhielt der Airport einen internationalen Status. Derzeit gibt es zwei Terminalgebäude – eines für nationale und eines für internationale Flüge. 

## Zwischenfälle
- Am 18. Mai 1956 wurde eine Douglas DC-3/C-47A-30-DK der Indian Airlines (Luftfahrzeugkennzeichen VT-CCD) am Flughafen Ahmedabad vor der Landebahn aufgesetzt. Die Maschine sprang wieder hoch, es kam zum Strömungsabriss und Aufschlag auf die Landebahn. Das Flugzeug wurde irreparabel beschädigt. Alle 19 Insassen, drei Besatzungsmitglieder und 16 Passagiere, überlebten den Unfall.[1]

- Am 19. Oktober 1988 unterschritten die Piloten einer Boeing 737-2A8 der Indian Airlines (VT-EAH) bei schlechter Sicht im Landeanflug auf den Flughafen Ahmedabad die Mindestsinkflughöhe. Die Maschine streifte einen Hochspannungsmast, stürzte auf ein Reisfeld und ging in Flammen auf. Von den 135 Menschen an Bord starben 133 (siehe auch Indian-Airlines-Flug 113).[2]

- Am 12. Juni 2025 stürzte eine Boeing 787-8 der Air India (VT-ANB) kurz nach dem Abheben vom Flughafen Ahmedabad in ein Wohngebiet. Das Flugzeug war mit 242 Insassen an Bord (12 Besatzungsmitglieder, 230 Passagiere davon ein Überlebender) auf dem Weg nach London-Gatwick. Es handelt sich hierbei um den ersten und (Stand 13. Juni 2025) einzigen Totalverlust einer Boeing 787.[3] → Hauptartikel: Air-India-Flug 171

## Sonstiges
- Betreiber des Flughafens sind die Adani Ahmedabad International Airport Limited und die Airports Authority of India.
- Die Start- und Landebahn hat eine Länge von ca. 3505 m.